# Tetragonophthalma vulpina
Genre
Synonymes
- Phalaea Simon, 1898

Espèce
Synonymes
- Phalaea vulpina Simon, 1898
- Phalaea crassa Thorell, 1899
- Phalaea ferox Pocock, 1899
- Phalaea thomensis Simon, 1909
- Tetragonophthalma guentheri Roewer, 1955
- Tetragonophthalma pelengea Roewer, 1955
- Tetragonophthalma wittei Roewer, 1955
- Tetragonophthalma lecordieri Blandin, 1976
- Tetragonophthalma balsaci Blandin, 1976

Tetragonophthalma vulpina, unique représentant du genre Tetragonophthalma, est une espèce d'araignées aranéomorphes de la famille des Pisauridae.

## Distribution
Cette espèce se rencontre en Afrique de l'Ouest et en Afrique centrale.

## Description
Les mâles mesurent de 16,7 à 24,5 mm et les femelles  de 16,1 à 40 mm.

## Publications originales
- Karsch, 1878 : Exotisch-araneologisches. 1 Zeitschrift für die gesammten Naturwissenschaften, vol. 51, p. 332-333.
- Simon, 1898 : Descriptions d'arachnides nouveaux des familles des Agelenidae, Pisauridae, Lycosidae et Oxyopidae. Annales de la Société entomologique de Belgique, vol. 42, p. 1-34 (texte intégral).